# Hypoxi
Hypoxi (eller hypoxia) er en tilstand af iltmangel:
- Når kroppens væv får tilført for lidt ilt, opstår hypoxi.
- Får kroppens væv ikke tilført ilt opstår anoxi.

Hypoxi er delvis mangel på ilt, anoxi er total mangel på ilt.
Kroppens celler kan skifte til anaerobt stofskifte, derfor kan kroppens celler klare sig i kort tid uden ilttilførsel. De kan derimod ikke overgå fuldt til anaerobt stofskifte, så hjerneceller dør efter få minutters iltmangel. 
Falder iltpartialtrykket til et niveau der er lavere end ca. 0,16 atmosfære, opstår hypoxi. Skader på lunger vil have den samme effekt. Bliver en arterie blokeret (af fx en ekspanderende nitrogenboble), vil der opstå hypoxia bag ved det sted blokaden er, da oxygenrigt blod forhindres i at strømme ud til kroppens væv og i værste tilfælde kan dykkeren få apopleksi (en blodprop i hjernen).
Forgiftning med kulilte (CO) fortrænger ilt fra blodets hæmoglobin. Det medfører, at der ikke bliver transporteret ilt ud i kroppen.

## Symptomer på hypoxia
- Manglende koncentrationsevne
- Manglende finmotorik
- Forvirret
- Forringet dømmekraft
- Døsig/svag
- Euforisk/velbefindende
- Bevistløshed
- Søvnapnøsyndromet